# ルイシャム列車衝突事故
ルイシャム列車衝突事故（ルイシャムれっしゃしょうとつじこ、英: Lewisham rail crash）とは、1957年12月4日の午後6時20分ごろにロンドンのルイシャムバイパス線で発生した鉄道事故である。濃霧の中、橋の下でヘイズ行き電車が信号停車しているところへ後続のラムズゲート行き蒸気機関車列車が追突、衝突により橋が崩壊し蒸気機関車列車に落下した。90人が死亡し109人が入院した。橋を撤去しなければならず、橋の下の線路が再開されるまでに1週間以上要し、橋が再建され列車が通行できるようになるまでにもう1か月要した。
2回の裁判の後、ラムズゲート行き列車の運転士は故殺罪について無罪となった。運輸省の報告書は2つの注意信号を通過しても彼は減速せず停止信号で停車できなかったことを発見し、自動列車警報装置が衝突を防止していただろうと結論した。

## 事故の経過
1957年12月4日の夕方、ロンドンには濃霧が立ち込めており列車が遅れていた。午後5時18分のチャリング・クロス発ヘイズ行き電車（10両編成、乗客約1500人）は停止信号によりルイシャムバイパス線のパークス・ブリッジ・ジャンクション（鉄道用の跨線橋の下に位置する）で停車していた。霧によりダイヤが乱れており、パークス・ブリッジ・ジャンクションの信号扱手は列車の身元や行き先を確認するために運転手と信号機の電話で話すことを望んでいた。午後6時20分ごろ、同列車は約30マイル毎時 (48 km/h)で走行中のキャノン・ストリート発ラムズゲート行き列車（フォークストン経由、蒸気機関車1台+客車11両、乗客約700人）に追突された。衝突により炭水車と先頭客車が脱線し橋脚を破壊したことで、橋が落下し客車2両を押しつぶした。2分後、橋を通過する予定の列車が寸前で停車したものの先頭客車は傾斜した。
90人が死亡し、多数の人々が病院へ搬送されそのうち109人が入院した。

## 事故後
最初の緊急対応は、医者や看護師が支援する消防隊や救急車、警察により午後6時25分に行われた。また救世軍や英国婦人ボランティア協会 (Women's Voluntary Service)、セントジョン救急隊、現地住民が支援を承認した。午後10時30分までには負傷者全員が病院へ搬送された。
橋の下を通る全4線と橋上の2線が閉鎖された。橋のすぐ北にあるセントジョーンズ駅でノース・ケント線が分岐するが、これにより救助作業中この路線を閉鎖し走行電流を遮断しなければならなかった。翌朝の午前6時10分に緊急時刻表による運行が開始され、事故を免れたルイシャムを通過する各駅停車と本線の列車はロンドンのもう一方の終点であるヴィクトリアへ行先変更された。
12月9日の午後4時には列車や落下した橋が解体・撤去された。その後線路は再敷設しなければならず、橋の下の線路は12月12日の午前5時に再開した。仮設橋が建設され、上方の線路は1月13日の午前6時に再開した。

## 裁判
死因審問の陪審は死は重過失によると宣言したが、検視官はその評決を退け事故死の1つを代用した。その後、ラムズゲート行き列車の運転士は故殺罪に問われたが、陪審は評決に達することができなかった。彼は2回目の裁判で無罪となった。
事故で支援した人々の1人のチャドウィック氏 (Mr Chadwick) はイギリス鉄道委員会を彼が経験した「神経性ショック」で訴えた。その事例、「チャドウィック対イギリス鉄道委員会」（30年の間重要な前例）は「ホワイト対サウス・ヨークシャー警察本部長」1999 2 A.C. 455 により本質的に破棄された。

## 事故報告書
この衝突事故についての運輸省の報告書が1958年に発行された。目撃者にインタビューをしたり、事故が起きた路線の信号機の視程を調査したり、さまざまなテストを行ったりした結果、信号装置に異常は無かったことが示された。その報告書では運転士は2つの注意信号で減速せず、火夫が運転士に停止信号であると叫んで初めてブレーキをかけたということがわかった。運転席から信号機がよく見えなかったにもかかわらず、彼は信号機の確認をクロスオーバーしたり火夫に信号機の確認を頼んだりしなかった。
報告書は「警告タイプの自動列車制御装置」が衝突事故を予防していただろうと結論した。1952年のハーロウ&ウィルドストーン鉄道事故以降導入が合意されていたにもかかわらず、優先権は腕木式信号機により制御されていた本線に与えられていた。蒸気機関車（バトル・オブ・ブリテン・クラス34066号機）から信号機がよく見えないことも言及され、より広い風防ガラスが装着されるべきであるという勧告が出された。

## 遺構
崩壊した橋は military trestling の仮設構造物と置き換えられ、現在も使用されている。
ルイシャム駅にあるプラーク（銘板）は事故を記念している。

### 備考
1. 1 2 3 4 5  Langley 1958, p. 1.
2. ↑  Langley 1958, p. 10.
3. 1 2  Langley 1958, p. 2.
4. ↑  “Negligence Seen In Rail Deaths; Coroner Balks”. Globe and Mail:  p. 2. (1958年1月1日)
5. ↑  Giliker. Tort (4th ed.). p. 4-036
6. ↑  Langley 1958, pp. 19, 21–22.
7. ↑  Langley 1958, pp. 22–23.
8. ↑  Langley 1958, pp. 23–24.
9. ↑  Langley 1958, second diagram at end of report.
10. ↑  Langley 1958, p. 25.

## 関連書
- Hamilton., J.A.B. (1967). British Railway Accidents of the 20th Century (reprinted as Disaster down the Line).. George Allen and Unwin / Javelin Books. ISBN 978-0-7137-1973-4
- Nock, O.S. (1980). Historic Railway Disasters (2nd ed.). Ian Allan
- Rolt, L.T.C. (1956 (and later editions)). Red for Danger. Bodley Head / David and Charles / Pan Books
- Vaughan, Adrian (1989). Obstruction Danger. Guild Publishing. ISBN 978-1-85260-055-6
- Tatlow, Peter (2007). Lewisham St John's 50 Years on: Restoring the Traffic. Oakwood Press. ISBN 978-0853616696
- Robert C Turner (1990) Black Clouds and White Feathers Chapter 8 Five Miles and 4 Seconds to Disaster Oxford Publishing Co ISBN 0-86093-457-8